# Viola da braccio
A viola da braccio (karviola) nem sokkal 1530 előtt jelent meg (ilyen alt, tenor és basszushangszerek ábrázolását már egy 1535 / 1536-os festményen is láthatjuk), és nagyrészt megegyezik mai utódaival, a hegedűcsalád tagjaival. A név a „violetta da braccio” elnevezésből fakad, melynek megalkotója Lanfrenco. Manapság a hegedűformájú, konstrukciójú hangszerek gyűjtőneve.
Minden valószínűség szerint Északnyugat-Itáliában keletkezett.
Különbségek a viola da gambához képest:
- érintők hiánya
- az ujjak a fogólapon nem a szomszédos kromatikus, hanem a diatonikus fokokat szorítják le, ezért a húrok kvintenként hangolhatóak, mint a középkori rebek vagy fidula
- húrok száma

Három méretben létezett. Eredetileg háromhúrosak voltak, egyedül a basszus tartalmazott négy húrt. A következőképpen hangolták őket:
- hegedű: g-d'-á'-(é')
- brácsa: c-g-d'-(á')
- cselló: B1-F-C-g (Gerle 1546-ban már a mai, egy szekunddal feljebb lévő hangolást adja meg.)

Ezen instrumentumok eredetileg népi hangszerek voltak, a főurak zeneszerszámai a különböző gambák voltak lágy hangjukkal, ellentétben a viola da bracciók erős, kissé nyers hangjával.
A viola da bracciók hangszercsaláddá fejlesztése (továbbiakban hegedűcsalád) 16. században egységesen történt. A hangszercsalád a mai hangszereken kívül feltehetőleg tartalmazott tenorbrácsát, (primo violino il per basso, Baß Viol de Braccio különböző források szerint).
A későbbi korokban igen sok variáns jelent meg, időközben az eredetileg gamba nagybőgő is félig-meddig átkerült ebbe a családba.